# 제3차 나카소네 내각
제3차 나카소네 내각(일본어: 第3次中曽根内閣)은  나카소네 야스히로가 제73대 내각총리대신으로 임명되어, 1986년 7월 22일부터 1987년 11월 6일까지 존재한 일본의 내각이다.

## 개요
이 내각은 자유민주당 단독 내각이다. 1986년 8월, 연립 여당이었던 신 자유 클럽은 당이 해체됐고 대부분이 자유민주당에 합류했다. 같은 해 9월, 문부대신 후지오 마사유키가 “한국 병합은 합의 후에 이루어진 것으로 일본 뿐만 아니라 한국측에도 책임이 있다”라고 발언한 것에 대해 대한민국측으로부터 항의가 있었고, 상황이 극도로 악화되자 나카소네는 후지오를 파면시켰다. 같은 달에 열린 당대회에서 나카소네의 총재 임기 1년 연장이 결정됐고 같은 달에 나카소네는 “미국에는 흑인같은게 있는데 지식 수준이 낮다”라고 발언했다. 이 발언이 나간 이후 비판이 쏟아졌고 나카소네는 자신의 발언에 대해 사과했다. 같은 해 12월, 방위비 1% 범위 철폐를 각의 결정했다.
1987년, 국철이 분할 민영화되면서 JR6사가 발족됐고 같은 해 6월에는 종합보양지역정비법(통칭 리조트법)을 제정, 민간인이 활력적으로 도입하는 것에 의한 리조트 산업의 진흥과 여가 활동의 촉진을 목적으로 했다. 같은 해 7월, 자유민주당 최대 파벌인 다케시타파가 ‘게이세이카이’를 결성했다.
같은 해 10월에 나카소네는 자유민주당 차기 총재로 다케시타 노보루를 지명, 당대회에서 정식으로 결정됐다. 그해 11월 나카소네 내각은 총사퇴했다.

## 각료
- 내각총리대신 - 나카소네 야스히로
- 국무대신(부총리, 민간 활력 도입 담당) - 가네마루 신
- 법무대신 - 엔도 가나메
- 외무대신 - 구라나리 다다시
- 대장대신 - 미야자와 기이치
- 문부대신 - 후지오 마사유키 / 시오카와 마사주로(1986년 9월 9일 ~ )
- 후생대신(연금 문제 담당) - 사이토 주로
- 농림수산대신 - 가토 무쓰키
- 통상산업대신 - 다무라 하지메
- 운수대신(신도쿄 국제공항 문제 담당) - 하시모토 류타로
- 우정대신 - 가라사와 슌지로
- 노동대신 - 히라이 다쿠시
- 건설대신 - 아마노 고세이
- 자치대신, 국가공안위원회 위원장 - 하나시 노부유키
- 내각관방장관 - 고토다 마사하루
- 총무청 장관 - 다마키 가즈오 / 고토다 마사하루(사무 대리, 1987년 1월 25일 ~ ) / 야마시타 도쿠오(1987년 1월 26일 ~ )
- 국토청 장관, 홋카이도 개발청 장관, 오키나와 개발청 장관 - 와타누키 다미스케
- 방위청 장관 - 구리하라 유코
- 경제기획청 장관 - 곤도 데쓰오
- 과학기술청 장관 - 미쓰바야시 야타로
- 환경청 장관 - 이나무라 도시유키
  - 내각법제국 장관 - 미무라 오사무
  - 내각관방부장관(정무) - 와타나베 히데오
  - 내각관방부장관(사무) - 후지모리 쇼이치

### 보충 설명
가네마루는 내각을 구성할 당시 흔히 말하는 부총리로 지명됐고, 인증관 임명식 및 관보 게재 사령으로 국무대신으로써 서열상의 필두가 됐다.

## 정무 차관
1986년 7월 23일에 임명됐다.
- 법무 정무 차관 - 구도 마사미
- 외무 정무 차관 - 하마노 다케시
- 대장 정무 차관 - 나카니시 게이스케·후지이 다카오
- 문부 정무 차관 - 기시다 후미타케
- 후생 정무 차관 - 하타 에이지로
- 농림 수산 정무 차관 - 에토 세이시로·호시 조지
- 통상 산업 정무 차관 - 나카가와 히데나오·고지마 시즈마
- 운수 정무 차관 - 가키자와 고지
- 우정 정무 차관 - 오자와 기요시
- 노동 정무 차관 - 마쓰오카 마스오
- 건설 정무 차관 – 도야 요시유키
- 자치 정무 차관 - 와타나베 쇼이치
- 총무 정무 차관 - 지카오카 리이치로
- 홋카이도 개발 정무 차관 - 다카하시 다쓰오
- 방위 정무 차관 - 모리 기요시
- 경제 기획 정무 차관 - 시마무라 요시노부
- 과학 기술 정무 차관 - 시무라 데쓰로
- 환경 정무 차관 - 가이에다 쓰루조
- 오키나와 개발 정무 차관 - 야나가와 가쿠지
- 국토 정무 차관 - 구도 이와오

## 같이 보기
- 나카소네 재정
- 총리대신 관저 - 구 관저에서의 재건축하기로 각의 결정을 내림

## 참고 문헌
- 하타 이쿠히코 편 《일본 관료제 종합 사전 : 1868 ~ 2000》(도쿄 대학 출판회, 2001년)